# Charles Skerrett

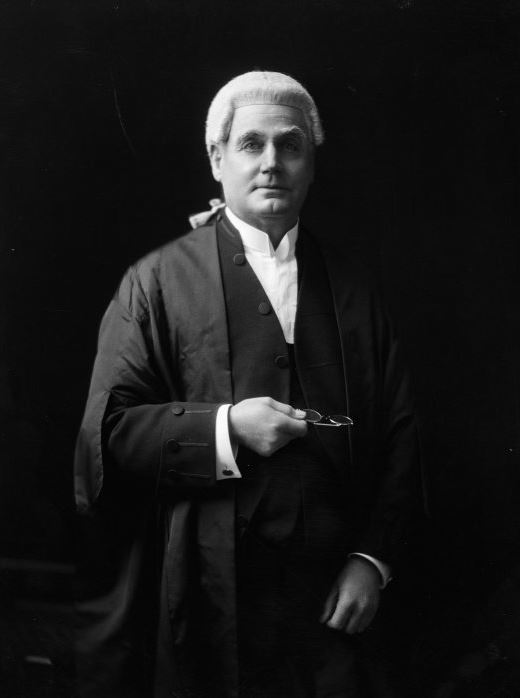
Charles Skerrett

Sir Charles Perrin Skerrett (* 2. September 1863 in Indien; † 13. Februar 1929 auf See) war von 1926 bis 1929 der fünfte Chief Justice of New Zealand.
Skerret wurde in Indien geboren. Sein Vater Peter Perrin Skerrett war Ire und Abkömmling der Skerretts of Finavera im County Clare, einem der vierzehn Stämme von Galway. Peter Perrin Skerrett war Sergeant in der britischen Armee in Indien, da er nicht über das für Offiziere erforderlich Privatvermögen verfügte.
Die Familie zog nach Neuseeland, als Charles zwölf Jahre alt war. Er wurde am Wellington College erzogen. Er arbeitet zuerst bei der Post, dann beim Schatzamt, anschließend beim Department of Justice als Angestellter des Magistratsgerichtshofes in Wellington. Skerrett lernte in der Kanzlei Buller, Lewis & Gully und erhielt 1884 seine Anwaltszulassung. Er praktizierte als Anwalt für die Wellingtoner Kanzleien Skerrett and Wyllie und Chapman Tripp. 1907 war Skerret bei Ernennung des ersten King’s Counsel in Neuseeland einer der ersten Ernannten. Von 1918 bis 1926 war er Präsident der New Zealand Law Society.
Am 1. Februar 1926 wurde er zum Chief Justice ernannt. Er löste Robert Stout ab. 1927 wurde er als Knight Commander des Order of St. Michael and St. George geadelt.
Am 13. Februar 1929 übergab er sein Amt an Michael Myers. Am 13. Februar 1929 starb er auf dem Rückweg nach London an Bord der Port Denison. Er blieb unverheiratet.